# Örja socken
Örja socken i Skåne ingick i Rönnebergs härad och är sedan 1974 en del av Landskrona kommun, från 2016 inom Härslövs distrikt.
Socknens areal är 8,43 kvadratkilometer varav 8,40 land. År 1955 fanns här 457 invånare. Kyrkbyn Örja kyrkby med sockenkyrkan Örja kyrka ligger i socknen.

## Administrativ historik
Socknen har medeltida ursprung. 
Vid kommunreformen 1862 övergick socknens ansvar för de kyrkliga frågorna till Örja församling och för de borgerliga frågorna bildades Örja landskommun. Landskommunen uppgick 1952 Härslövs landskommun som uppgick 1974 i Landskrona kommun. Församlingen uppgick 1995 i Härslövs församling som uppgick 2006 i Landskrona församling.
1 januari 2016 inrättades distriktet Härslöv, med samma omfattning som Härslövs församling hade 1999/2000 och fick 1995, och vari detta sockenområde ingår.
Socknen har tillhört län, fögderier, tingslag och domsagor enligt vad som beskrivs i artikeln Rönnebergs härad. De indelta soldaterna tillhörde Norra skånska infanteriregementet, Rönnebergs kompani och Skånska husarregementet, Fjerresta skvadron, Billeholms kompani.

## Geografi
Örja socken ligger närmast öster om Landskrona. Socknen är en mjukt kuperad odlingsbygd.
Örja gränsar i öster mot Asmundtorp och Tofta socknar, i norr mot Vadensjö socken, i väster mot Säby socken och Landskrona stad.
Örja socken  ligger på Landskronaslätten och var fram till nyligen helt uppodlad men där västra delen nu är en del av tätorten Landskrona. Särskilt sockerbetsodlingen är framstående, vilken tidigare drevs av Svenska Sockerfabriks AB, som också ägde flera egna gårdar och dessutom arrenderade Mariebergs gård från Landskrona stad. I övrigt har en hel del mindre jordbruk funnits i socknen. Brukningsdelarna var 1927 96 stycken, varav 66 inte hade mer än 1/4 hektar åker. De sista 40 åren har dock stadsområdet växt ytterligare, på jordbruksmarken bekostnad. För närvarande (2011) är en ett stort transport- och logistikcenter under byggnad i socknens västra delar. Historiskt har socknen bestått av två större byar; Örja och Tullstorp. Båda dessa är numera splittrade, och gårdarna utflyttade.
1938 fanns här 891,09 hektar åker, 4,84 tomt och trädgård, 1,5 slåtteräng, 2,5 kultiverad betesäng, 5 annan betesäng, allt till ett jordbruksvärde på 2.159.500 kr. 1943 hade Örja socken 949 invånare.
I den centrala delen av socknen ligger motorvägskorsningen Trafikplats Landskrona Södra, där E6/E20 i syd-nordlig riktning korsar Österleden/Eslövsvägen. En del av motorvägen passerar dessutom över Örja gamla bytomt. På västra sidan motorvägen, där förut gården Weibullsholm låg, planeras för ett stort transport- och logistikcenter.

## Fornlämningar
Boplatser från stenåldern är funna. Från bronsåldern finns gravhögar.

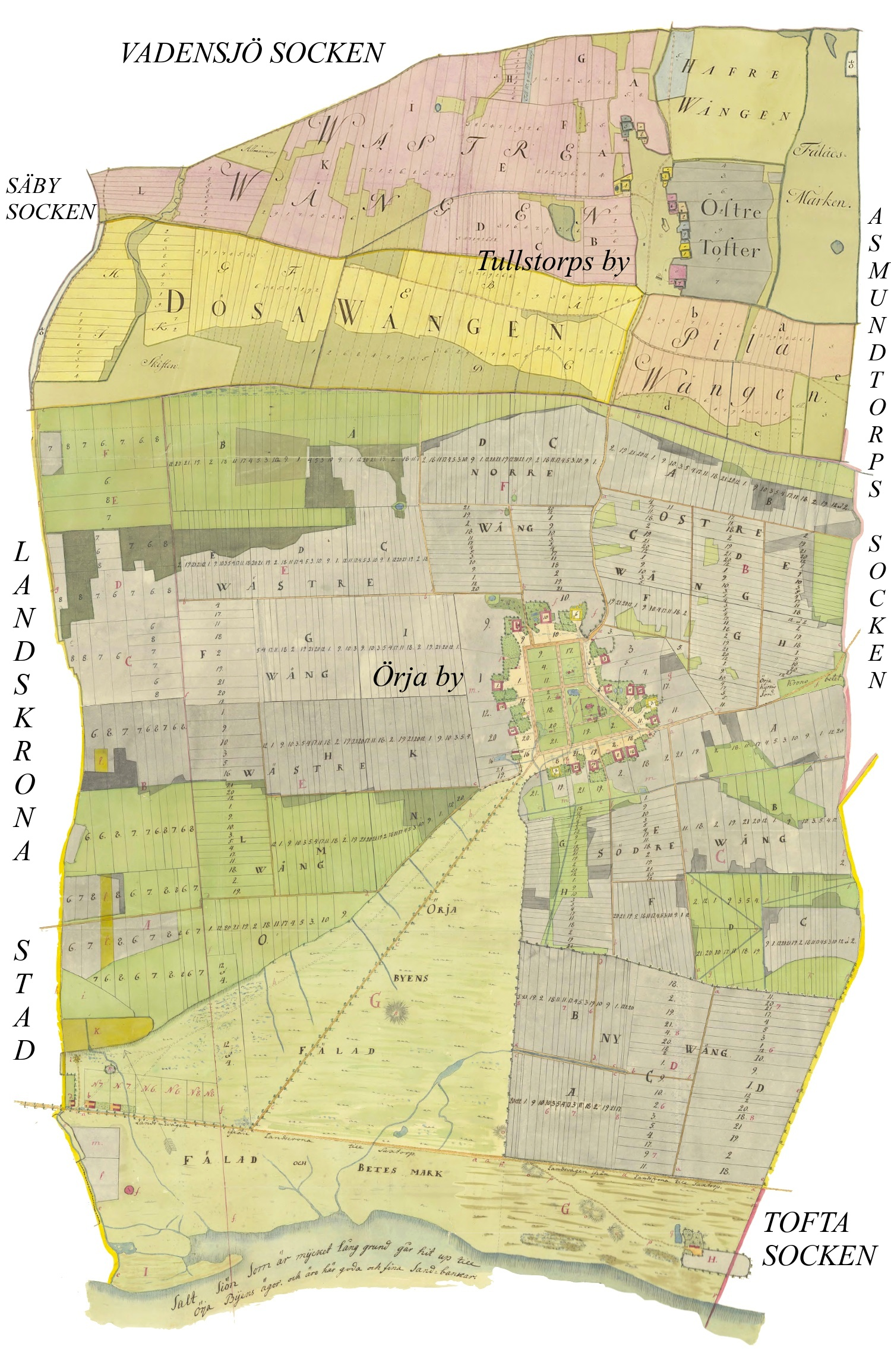
Karta över Örja socken, sammanställd av två skilda kartor över Örja och Tullstorps byar; från 1761 respektive 1778. Byarna ses här innan skiftesreformerna som gjorde att många gårdar flyttades ut.

## Historia
Vid en förhistoriska boplats strax väster samt under Örja bytomt har bland annat keramik, flintavslag och lerklining. i form av Den nuvarande bygden härrör dock troligen från 600-700-talet. En runsten från 800-talet, Örjastenen, upptäcktes 1867 vid rivningen av Örja gamla medeltida kyrka, sannolikt byggd på 1100-talet. Sydväst om Örja bytomt påträffades vid en utgrävning 2009 lämningarna efter ett treskeppigt långhus daterat till vikingatid. Bland andra fornminnen märks en tidigmedeltida hällkista vilken tidigare funnits invid ägorna till Örja nr 11. Detta har tolkats som att det funnits en ännu äldre kyrka där. Vid Axeltofta i socknens sydöstra del på gränsen till Tofta socken finns en skadad gravhög kallad "Oxhögen". Andra gravhögar finns vid Marieberg, i socknens sydvästra del.
Staden Landskrona anlades 1413 och kom med sin handel av råvaror gynna bönderna i de omkringliggande socknarna.
På 1600-talet drabbades Örja hårt av de olika krigen mellan Danmark och Sverige. Under 1700- och början av 1800-talen bestod Örja by av 17-20 gårdar och Tullstorps by av omkring 9-10 gårdar. Sannolikt hade många av gårdarna legat på samma plats sedan åtminstone medeltiden. Byarna splittrades i och med storskiftet, och gårdarna flyttades ut till skilda lägen i socknen.
I samband med att järnvägen mellan Landskrona och Ängelholm (Landskrona-Ängelholms järnväg) stod färdig 1876 öppnades även en station i den nordvästra delen av Örja, på gränsen till Säby socken, vilken fick namnet Säby. Järnvägsstationen är numera nedlagd, och järnvägen har en ny sträckning.

## Namnet
Namnet skrevs 1285 'Örghe och kommer från kyrkbyn. Namnet innehåller troligen ett adjektiv örugh bildat av ör, 'grus(bank)'..